# Đội tuyển bóng chuyền nữ quốc gia Thái Lan
Đội tuyển bóng chuyền nữ quốc gia Thái Lan (tiếng Thái: วอลเลย์บอลหญิงทีมชาติไทย) là đại diện của Thái Lan tại các giải đấu bóng chuyền quốc tế, được quản lý bởi Hiệp hội bóng chuyền Thái Lan.
Đội tuyển Thái Lan đạt được một số thành tích đáng kể của đội tuyển tại đấu trường quốc tế. Đội đã giành được huy chương bạc tại Montreux Masters 2016. Ngoài ra, đội còn cán đích ở vị trí thứ tư tại World Grand Prix 2012, hai lần giành được huy chương đồng tại Summer Universiade. Đội tuyển cũng đã bốn lần góp mặt tại Giải vô địch thế giới, một giải Cúp Thế giới, mười bốn lần tại World Grand Prix và hai lần tại World Grand Champions Cup.
Tại châu Á, đội đã giành huy chương bạc tại Đại hội thể thao châu Á 2018 và huy chương đồng tại Đại hội thể thao châu Á 2014. Ngoài ra, đội còn ba lần lên ngôi tại Giải vô địch châu Á, một lần đoạt Cúp bóng chuyền Châu Á.
Đội tuyển bóng chuyền nữ Thái Lan hiện là một trong số các đội bóng mạnh của khu vực Đông Nam Á và Châu Á. Hiện đội đang tham dự giải đấu FIVB Volleyball Nations League, là giải đấu bóng chuyền hàng năm dành cho các đội tuyển mạnh nhất thế giới. Tại đấu trường khu vực, Thái Lan thống trị môn bóng chuyền nữ tại các kỳ SEA Games kể từ năm 1995 đến nay.

## Lịch sử
Bóng chuyền được phổ biến tại Thái Lan từ trước những năm 1900. Trước đây, bóng chuyền là môn thể thao phổ biến của người Trung Quốc và Việt Nam. Cho đến khi có sự tranh tài giữa các câu lạc bộ, hiệp hội cộng đồng, liên hệ thi đấu ở khu vực phía Bắc, khu vực Đông Bắc và giải bóng chuyền Cúp vàng khu vực phía Nam.
Từ năm 1934 Bộ Giáo dục đã ban hành luật bóng chuyền của Noppakun Pongsuwan. Ông là người rất giỏi về thể thao, đặc biệt là bóng chuyền. Ông đã mời chuyên gia đến giảng về cách chơi, luật bóng chuyền. Sau đó, Khoa Giáo dục Thể chất đã tổ chức giải bóng chuyền nữ thường niên. Lần đầu tiên Bộ Giáo dục Thể chất đưa vào trường giáo dục thể chất trung ương cho học sinh nữ học bóng chuyền và bóng lưới.
Năm 1957, Nawa Akat Ek Luang Supachalasai, Giám đốc Sở Giáo dục Thể chất đã thành lập "Hiệp hội Bóng chuyền Nghiệp dư Thái Lan", với mục đích hỗ trợ và quảng bá bóng chuyền tiến bộ và quản lý giải bóng chuyền 6 vận động viên và cuộc thi bóng chuyền hàng năm ở các cơ quan chính phủ khác, chẳng hạn như Khoa Giáo dục Thể chất, Ủy ban Thể thao Đại học, Thành phố Bangkok, Hội đồng Thể thao Quân đội, cũng như như giải bóng chuyền Đại hội thể thao toàn quốc Thái Lan ở nội dung bóng chuyền nữ và bóng chuyền nam.

## Đội hình hiện tại
Đội hình của Giải bóng chuyền nữ FIVB Volleyball Nations League 2024 
Huấn luyện viên trưởng:  Nataphon Srisamutnak
| Số áo | Tên                           | Vị trí     | Ngày sinh            | Chiều cao           | Cân nặng       | Sức bật             | Tầm chắn            | CLB chủ quản 2023 - 2024          |
| ----- | ----------------------------- | ---------- | -------------------- | ------------------- | -------------- | ------------------- | ------------------- | --------------------------------- |
| 1     | Wipawee Srithong              | Chủ công   | 28 tháng 1 năm 1999  | 1,74 m (5 ft 9 in)  | 65 kg (143 lb) | 288 cm (9 ft 5 in)  | 279 cm (9 ft 2 in)  | Suwon Hyundai Hillstate           |
| 2     | Piyanut Pannoy                | Libero     | 10 tháng 11 năm 1989 | 1,71 m (5 ft 7 in)  | 62 kg (137 lb) | 280 cm (9 ft 2 in)  | 275 cm (9 ft 0 in)  | Azerrail Baku                     |
| 3     | Pornpun Guedpard              | Chuyền hai | 5 tháng 5 năm 1993   | 1,73 m (5 ft 8 in)  | 65 kg (143 lb) | 288 cm (9 ft 5 in)  | 279 cm (9 ft 2 in)  | Hwaseong IBK Altos                |
| 4     | Donphon Sinpho                | Chuyền hai | 21 tháng 6 năm 2004  | 1,75 m (5 ft 9 in)  | 62 kg (137 lb) | 300 cm (9 ft 10 in) | 292 cm (9 ft 7 in)  | Nakhon Ratchasima QminC           |
| 5     | Thatdao Nuekjang (Đội trưởng) | Phụ công   | 3 tháng 2 năm 1994   | 1,85 m (6 ft 1 in)  | 72 kg (159 lb) | 308 cm (10 ft 1 in) | 296 cm (9 ft 9 in)  | Hitachi Rivale                    |
| 6     | Warisara Seetaloed            | Chủ công   | 31 tháng 10 năm 2005 | 1,73 m (5 ft 8 in)  | 61 kg (134 lb) | 284 cm (9 ft 4 in)  | 275 cm (9 ft 0 in)  | Ninh Bình LienvietPostbank        |
| 7     | Waruni Kanram                 | Phụ công   | 18 tháng 9 năm 2004  | 1,83 m (6 ft 0 in)  | 67 kg (148 lb) |                     |                     | Nakhon Ratchasima QminC           |
| 8     | Kanyarat Khunmuang            | Phụ công   | 14 tháng 10 năm 2002 | 1,83 m (6 ft 0 in)  | 70 kg (150 lb) | 286 cm (9 ft 5 in)  | 280 cm (9 ft 2 in)  | Supreme TIP Chonburi-E.Tech       |
| 9     | Jidapa Nahuanong              | Libero     | 22 tháng 2 năm 2002  | 1,65 m (5 ft 5 in)  | 53 kg (117 lb) | 248 cm (8 ft 2 in)  | 241 cm (7 ft 11 in) | Diamond Food–Fine Chef            |
| 10    | Darin Pinsuwan                | Chủ công   | 30 tháng 10 năm 1994 | 1,71 m (5 ft 7 in)  | 70 kg (150 lb) | 294 cm (9 ft 8 in)  | 271 cm (8 ft 11 in) | GS Caltex Seoul Kixx              |
| 11    | Sasipaporn Janthawisut        | Chủ công   | 10 tháng 6 năm 1997  | 1,78 m (5 ft 10 in) | 65 kg (143 lb) | 283 cm (9 ft 3 in)  | 273 cm (8 ft 11 in) | Nakhon Ratchasima QminC           |
| 12    | Hattaya Bamrungsuk            | Phụ công   | 12 tháng 8 năm 1993  | 1,80 m (5 ft 11 in) | 73 kg (161 lb) | 292 cm (9 ft 7 in)  | 282 cm (9 ft 3 in)  | Toyota Auto Body Queenseis        |
| 13    | Kanokporn Sangthong           | Chuyền hai | 28 tháng 3 năm 2005  | 1,70 m (5 ft 7 in)  | 65 kg (143 lb) | 280 cm (9 ft 2 in)  | 275 cm (9 ft 0 in)  | Supreme TIP Chonburi-E.Tech       |
| 14    | Siriwan Deekaew               | Chủ công   | 13 tháng 11 năm 2004 | 1,77 m (5 ft 10 in) | 67 kg (148 lb) |                     |                     | Bộ Tư lệnh Thông tin              |
| 15    | Natthanicha Jaisaen           | Chuyền hai | 21 tháng 5 năm 1998  | 1,72 m (5 ft 8 in)  | 55 kg (121 lb) | 283 cm (9 ft 3 in)  | 276 cm (9 ft 1 in)  | Than Quảng Ninh                   |
| 16    | Pimpichaya Kokram             | Đối chuyền | 16 tháng 6 năm 1998  | 1,78 m (5 ft 10 in) | 62 kg (137 lb) | 293 cm (9 ft 7 in)  | 283 cm (9 ft 3 in)  | Kurobe AquaFairies                |
| 18    | Ajcharaporn Kongyot           | Chủ công   | 18 tháng 6 năm 1995  | 1,80 m (5 ft 11 in) | 65 kg (143 lb) | 310 cm (10 ft 2 in) | 300 cm (9 ft 10 in) | NEC Red Rockets                   |
| 19    | Chatchu-on Moksri             | Chủ công   | 6 tháng 11 năm 1999  | 1,80 m (5 ft 11 in) | 58 kg (128 lb) | 302 cm (9 ft 11 in) | 298 cm (9 ft 9 in)  | Victorina Himeji                  |
| 20    | Supattra Pairoj               | Libero     | 27 tháng 6 năm 1990  | 1,60 m (5 ft 3 in)  | 58 kg (128 lb) | 275 cm (9 ft 0 in)  | 265 cm (8 ft 8 in)  | Supreme TIP Chonburi-E.Tech       |
| 21    | Thanacha Sooksod              | Đối chuyền | 26 tháng 5 năm 2000  | 1,80 m (5 ft 11 in) | 70 kg (150 lb) | 283 cm (9 ft 3 in)  | 275 cm (9 ft 0 in)  | Gimcheon Korea Expressway Hi-Pass |
| 23    | Kuttika Kaewpin               | Chủ công   | 16 tháng 8 năm 1994  | 1,71 m (5 ft 7 in)  | 56 kg (123 lb) | 294 cm (9 ft 8 in)  | 282 cm (9 ft 3 in)  | Kinh Bắc Bắc Ninh                 |
| 24    | Tichakorn Boonlert            | Phụ công   | 21 tháng 3 năm 2001  | 1,81 m (5 ft 11 in) | 78 kg (172 lb) | 294 cm (9 ft 8 in)  | 285 cm (9 ft 4 in)  | Diamond Food–Fine Chef            |
| 25    | Wiranyupa Inchan              | Đối chuyền | 23 tháng 4 năm 2002  | 1,82 m (6 ft 0 in)  | 70 kg (150 lb) | 290 cm (9 ft 6 in)  | 287 cm (9 ft 5 in)  | Diamond Food–Fine Chef            |
| 29    | Wimonrat Thanapan             | Phụ công   | 2 tháng 4 năm 2002   | 1,80 m (5 ft 11 in) | 59 kg (130 lb) | 289 cm (9 ft 6 in)  | 283 cm (9 ft 3 in)  | Toray Arrows                      |
| 99    | Jarasporn Bundasak            | Phụ công   | 1 tháng 3 năm 1993   | 1,82 m (6 ft 0 in)  | 67 kg (148 lb) | 305 cm (10 ft 0 in) | 290 cm (9 ft 6 in)  | Nakhon Ratchasima QminC           |

## Ban huấn luyện
| Chức vụ                | Tên                  |
| ---------------------- | -------------------- |
| Huấn luyện viên trưởng | Nataphon Srisamutnak |
| Trợ lí huấn luyện viên | Wilavan Apinyapong   |

### Huấn luyện viên trưởng trước đây
- Kiattipong Radchatagriengkai (1998–2016)
- Nataphon Srisamutnak (2002–2005, 2024–nay)
- Kittikun Sriutthawong (2021)
- Danai Sriwatcharamethakul (2016–2024)

## Lịch sử thi đấu

### Huy chương
| Sự kiện                     | Vàng | Bạc | Đồng | Tổng cộng |
| --------------------------- | ---- | --- | ---- | --------- |
| Vòng loại Olympic           | 0    | 0   | 1    | 1         |
| Montreux Volley Masters     | 0    | 1   | 0    | 1         |
| Summer Universiade          | 0    | 0   | 2    | 2         |
| Đại hội thể thao châu Á     | 0    | 1   | 2    | 3         |
| Giải vô địch châu Á         | 3    | 2   | 3    | 8         |
| Cúp châu Á                  | 1    | 1   | 4    | 6         |
| Đại hội Thể thao Đông Nam Á | 16   | 2   | 2    | 20        |
| SEA V.League                | 5    | 0   | 0    | 5         |
| Tổng cộng                   | 25   | 7   | 14   | 46        |

### Giải Vô địch Thế giới
- 1998 — Hạng 13
- 2002 — Hạng 17
- 2010 — Hạng 13
- 2014 — Hạng 17
- 2018 — Hạng 13
- 2022 — Hạng 13
- 2025 - Vượt qua vòng loại

### Cúp Thế giới
- 2007 — Hạng 10

### Vòng loại Olympic
- 2019 — Hạng 3 (Bảng A)
- 2023 — Hạng 4 (Bảng C)

### World Grand Champion Cup
- 2009 — Hạng 6
- 2013 — Hạng 5

### World Grand Prix
- 2002 — Hạng 8
- 2003 — Hạng 10
- 2004 — Hạng 10
- 2005 — Hạng 12
- 2006 — Hạng 11
- 2008 — Hạng 11
- 2009 — Hạng 8
- 2010 — Hạng 10
- 2011 — Hạng 6
- 2012 — Hạng 4
- 2013 — Hạng 13
- 2014 — Hạng 11
- 2015 — Hạng 9
- 2016 — Hạng 6
- 2017 — Hạng 10

### Nations League
- 2018 — Hạng 15
- 2019 — Hạng 12
- 2021 — Hạng 16
- 2022 — Hạng 8
- 2023 — Hạng 14
- 2024 — Hạng 8

### Montreux Master
- 2016 —  Huy chương Bạc
- 2017 — Hạng 7
- 2019 — Hạng 4

### Đại hội Thể thao Châu Á
- 1966 — Hạng 5
- 1970 — Hạng 5
- 1978 — Hạng 5
- 1986 — Hạng 4
- 1990 — Hạng 6
- 1994 — Hạng 5
- 1998 — Hạng 4
- 2002 — Hạng 5
- 2006 — Hạng 4
- 2010 — Hạng 5
- 2014 —  Huy chương Đồng
- 2018 —  Huy chương Bạc
- 2022 —  Huy chương Đồng

### Giải Vô địch Châu Á
- 1987 — Hạng 5
- 1989 — Hạng 6
- 1991 — Hạng 7
- 1993 — Hạng 7
- 1995 — Hạng 5
- 1997 — Hạng 5
- 1999 — Hạng 4
- 2001 —  Huy chương Đồng
- 2003 — Hạng 4
- 2005 — Hạng 6
- 2007 —  Huy chương Đồng
- 2009 —  Huy chương Vàng
- 2011 — Hạng 4
- 2013 —  Huy chương Vàng
- 2015 —  Huy chương Đồng
- 2017 —  Huy chương Bạc
- 2019 —  Huy chương Bạc
- 2023 —  Huy chương Vàng

### Cúp Châu Á
- 2008 —  Huy chương Đồng
- 2010 —  Huy chương Bạc
- 2012 —  Huy chương Vàng
- 2014 — Hạng 5
- 2016 —  Huy chương Đồng
- 2018 —  Huy chương Đồng
- 2022 —  Huy chương Đồng

### Đại hội Thể thao Đông Nam Á
- 1977 —  Huy chương Đồng
- 1979 —  Huy chương Đồng
- 1981 — Không rõ
- 1983 — Hạng 4
- 1985 —  Huy chương Bạc
- 1987 —  Huy chương Đồng
- 1989 —  Huy chương Vàng
- 1991 —  Huy chương Vàng
- 1993 —  Huy chương Bạc
- 1995 —  Huy chương Vàng
- 1997 —  Huy chương Vàng
- 2001 —  Huy chương Vàng
- 2003 —  Huy chương Vàng
- 2005 —  Huy chương Vàng
- 2007 —  Huy chương Vàng
- 2009 —  Huy chương Vàng
- 2011 —  Huy chương Vàng
- 2013 —  Huy chương Vàng
- 2015 —  Huy chương Vàng
- 2017 —  Huy chương Vàng
- 2019 —  Huy chương Vàng
- 2021 —  Huy chương Vàng
- 2023 —  Huy chương Vàng

### SEA V.League
- 2019 — (Tuần 1)  Huy chương Vàng  (Tuần 2)  Huy chương Vàng
- 2022 —  Huy chương Vàng
- 2023 — (Tuần 1)  Huy chương Vàng  (Tuần 2)  Huy chương Vàng
- 2024 — (Tuần 1)  Huy chương Vàng  (Tuần 2)  Huy chương Vàng

## Thống kê lịch sử đối đầu

### Tại Giải Vô địch Thế giới
| Đội tuyển          | Liên đoàn | Số trận | Thắng | Thắng 3-0 | Thắng 3-1 | Thắng 3-2 | Thua | Thua 2-3 | Thua 1-3 | Thua 0-3 |
| ------------------ | --------- | ------- | ----- | --------- | --------- | --------- | ---- | -------- | -------- | -------- |
| Úc                 | AVC       | 1       | 1     | -         | 1         | -         | 0    | -        | -        | -        |
| Azerbaijan         | CEV       | 1       | 1     | -         | 1         | -         | 0    | -        | -        | -        |
| Brasil             | CSV       | 2       | 0     | -         | -         | -         | 2    | -        | -        | 2        |
| Bulgaria           | CEV       | 1       | 0     | -         | -         | -         | 1    | 1        | -        | -        |
| Canada             | NORCECA   | 1       | 0     | -         | -         | -         | 1    | -        | 1        | -        |
| Trung Quốc         | AVC       | 3       | 0     | -         | -         | -         | 3    | -        | 1        | 2        |
| Croatia            | CEV       | 3       | 2     | 2         | -         | -         | 1    | -        | -        | 1        |
| Cuba               | NORCECA   | 1       | 0     | -         | -         | -         | 1    | -        | -        | 1        |
| Séc                | CEV       | 1       | 1     | -         | 1         | -         | 0    | -        | -        | -        |
| Cộng hòa Dominica  | NORCECA   | 1       | 1     | -         | -         | 1         | 0    | -        | -        | -        |
| Đức                | CEV       | 2       | 0     | -         | -         | -         | 2    | -        | 1        | 1        |
| Hy Lạp             | CEV       | 1       | 0     | -         | -         | -         | 1    | -        | -        | 1        |
| Ý                  | CEV       | 2       | 0     | -         | -         | -         | 2    | -        | -        | 2        |
| Kazakhstan         | AVC       | 2       | 1     | -         | 1         | -         | 1    | -        | -        | 1        |
| Hàn Quốc           | AVC       | 3       | 2     | 1         | -         | 1         | 1    | -        | -        | 1        |
| México             | NORCECA   | 1       | 1     | 1         | -         | -         | 0    | -        | -        | -        |
| Hà Lan             | CEV       | 2       | 1     | -         | 1         | -         | 1    | -        | -        | 1        |
| Ba Lan             | CEV       | 2       | 0     | -         | -         | -         | 2    | -        | -        | 2        |
| Nga                | CEV       | 2       | 0     | -         | -         | -         | 2    | 1        | -        | 1        |
| Serbia             | CEV       | 1       | 0     | -         | -         | -         | 1    | -        | -        | 1        |
| Trinidad và Tobago | NORCECA   | 1       | 1     | -         | 1         | -         | 0    | -        | -        | -        |
| Thổ Nhĩ Kỳ         | CEV       | 2       | 1     | -         | -         | 1         | 1    | -        | 1        | -        |
| Hoa Kỳ             | NORCECA   | 4       | 0     | -         | -         | -         | 4    | 2        | 1        | 1        |

### Tại Volleyball Nations League
| Đội tuyển         | Liên đoàn | Số trận | Thắng | Thắng 3-0 | Thắng 3-1 | Thắng 3-2 | Thua | Thua 2-3 | Thua 1-3 | Thua 0-3 |
| ----------------- | --------- | ------- | ----- | --------- | --------- | --------- | ---- | -------- | -------- | -------- |
| Argentina         | CSV       | 1       | 1     | 1         | -         | -         | 0    | -        | -        | -        |
| Bỉ                | CEV       | 5       | 0     | -         | -         | -         | 5    | 1        | 3        | 1        |
| Brasil            | CSV       | 7       | 0     | -         | -         | -         | 7    | -        | 2        | 5        |
| Bulgaria          | CEV       | 4       | 3     | 1         | 1         | 1         | 1    | 1        | -        | -        |
| Canada            | NORCECA   | 5       | 3     | 3         | -         | -         | 2    | 1        | 1        | -        |
| Trung Quốc        | AVC       | 5       | 1     | -         | -         | 1         | 4    | -        | 1        | 3        |
| Croatia           | CEV       | 1       | 0     | -         | -         | -         | 1    | -        | -        | 1        |
| Séc               | CEV       | 1       | 0     | -         | -         | -         | 1    | -        | -        | 1        |
| Cộng hòa Dominica | NORCECA   | 6       | 1     | -         | 1         | -         | 5    | 1        | 1        | 3        |
| Pháp              | CEV       | 2       | 2     | -         | 1         | 1         | 0    | -        | -        | -        |
| Đức               | CEV       | 6       | 2     | 1         | 1         | -         | 4    | 1        | 1        | 2        |
| Ý                 | CEV       | 6       | 0     | -         | -         | -         | 6    | 1        | 1        | 4        |
| Nhật Bản          | AVC       | 6       | 0     | -         | -         | -         | 6    | 2        | -        | 4        |
| Hàn Quốc          | AVC       | 6       | 3     | 2         | 1         | -         | 3    | -        | 3        | -        |
| Hà Lan            | CEV       | 4       | 0     | -         | -         | -         | 4    | -        | -        | 4        |
| Ba Lan            | CEV       | 7       | 2     | -         | -         | 2         | 5    | -        | -        | 5        |
| Nga               | CEV       | 3       | 1     | -         | 1         | -         | 2    | -        | 2        | -        |
| Serbia            | CEV       | 6       | 1     | -         | -         | 1         | 5    | 1        | 1        | 3        |
| Thổ Nhĩ Kỳ        | CEV       | 7       | 0     | -         | -         | -         | 7    | -        | 3        | 4        |
| Hoa Kỳ            | NORCECA   | 7       | 0     | -         | -         | -         | 7    | -        | 3        | 4        |